# Usure (finance)
Pour les articles homonymes, voir Usure.
 (juillet 2024).
Si vous disposez d'ouvrages ou d'articles de référence ou si vous connaissez des sites web de qualité traitant du thème abordé ici, merci de compléter l'article en donnant les références utiles à sa vérifiabilité et en les liant à la section « Notes et références ».

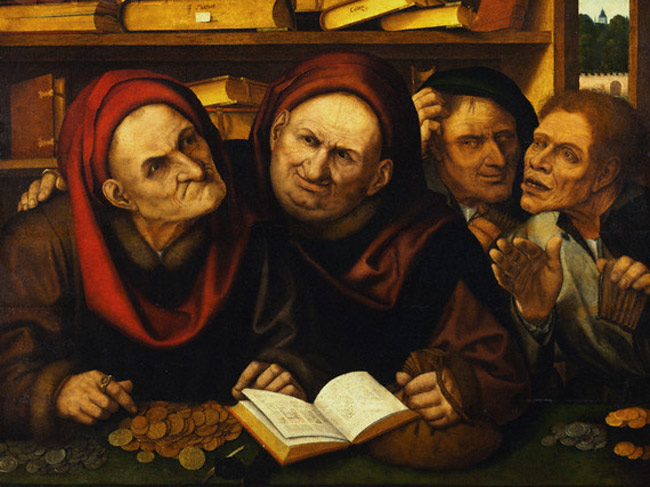
Les usuriers, tableau de Quentin Metsys (1520).

L’usure caractérise l'intérêt d'un prêt dont le taux est considéré comme abusif. Anciennement, l'usure désignait tout intérêt indépendamment du taux. Le prêt consiste en un capital ou une marchandise vendue à crédit. Le taux à partir duquel les intérêts deviennent usuraires est défini par l'État ou bien fixé par la coutume.

## Histoire
Dès 1750 av. J.-C., le prêt à intérêt est attesté en Mésopotamie : le Code de Hammurabi prévoit une régulation des taux autorisés, avec un maximum de 20 % ou 33 % selon le produit prêté (argent ou semences).
Le Deutéronome, un livre de la Bible juive, réglemente le prêt à intérêt. (Voir infra « Lois religieuses ».)
Dans l'Empire romain, le prêt à intérêt était admis comme une activité annexe de l'agriculture et du commerce, mais ses excès étaient punis, comme l'indique Caton : « Majores nostri sic habuere, et ita in legibus posuere, ut cum fures quidem duplici poena luerunt, foenoratores in quadruplum condamnarent » (Traduction : Nos anciens l'avaient ainsi, et l'ont ainsi inscrit dans les lois, que lorsque les voleurs étaient en effet punis au double, ils condamnaient les usuriers au quadruple). Tacite rapporte qu'en l'an 33, une grave crise financière entraîna la création par l'État d'un fonds hypothécaire de 100 millions de sesterces. À partir du IVe siècle, la littérature épiscopale et monastique utilise un langage métaphorique (thésaurisation, usure, termes empruntés au monde économique gréco-romain) pour analyser le prêt à intérêt.
Dès le Haut-Moyen Âge, l'Église catholique romaine reprend la distinction que fait le droit romain pour le prêt de biens mobiliers : celui des choses qui se consument par l'usage et celui des choses qui ne se consument pas, appelé commodatum. Exiger un paiement pour le commodat est contraire à la charité, et l'argent est un bien qui ne se consume pas. Dès cette époque, on voit le prêt à intérêt condamné par le concile de Nicée sur le fondement de l'Ancien et du Nouveau Testament, puis par le capitulaire de Nimègue de Charlemagne en 806 et le capitulaire d'Olonne de Lothaire en 825.
Plus tard, au XIIe siècle, l'économie redevient monétaire et la question du prêt à intérêt et de son interdiction réapparaît. L'Église continue à interdire la pratique de l'usure, toujours en s'appuyant sur les Saintes Écritures, mais en prenant aussi appui sur la critique de la chrématistique par Aristote, c'est-à-dire la critique du prêt à intérêt comme un moyen injuste, déshonorant et contre-nature de s'attribuer le bien d'autrui. La doctrine de l'usure, objet de nombreux et subtils débats entre les scolastiques, évolue cependant tout au long de l'époque médiévale. Thomas d'Aquin condamne le prêt à intérêt : « Recevoir un intérêt pour l’usage de l’argent prêté est en soi injuste, car c’est faire payer ce qui n’existe pas ; ce qui constitue évidemment une inégalité contraire à la justice… c’est en quoi consiste l’usure. Et comme l’on est tenu de restituer les biens acquis injustement, de même l’on est tenu de restituer l’argent reçu à titre d’intérêt ».[réf. nécessaire]
En France, les ordonnances et la jurisprudence montrent qu'une doctrine se dégage qui commence à distinguer ce que nous appelons le crédit dans les affaires et le crédit à la consommation.[réf. nécessaire]
En matière de commerce et d'industrie, le prêt d'argent est permis lorsqu'il est un véritable contrat d'association ou d'exploitation en commun qui fait participer aux risques, mais il reste interdit lorsqu'il est une simple prise d'intérêt sur les profits escomptés, appelée prêt à la grosse aventure, qui est condamné par le pape au XIIIe siècle. (Cahorsins et notamment les Florentins qui prêtent aux grands princes). Dans la réalité des affaires commerciales et souvent maritimes, l'intérêt de l'argent avancé est souvent masqué par la complexité très précoce des pratiques et par la multiplicité des monnaies qui obligent à des opérations de change.
À partir du XVe siècle, des compagnies de commerce, des banques, puis des manufactures peuvent être fondées en France et rémunérer des fonds empruntés, mais sur la base d'une dérogation du roi (privilège donné par lettres patentes) et avec des obligations précisément réglementées (publicité, comptabilité, coresponsabilité des associés, etc.). En matière immobilière, l'intérêt des sommes prêtées n'est permis que s'il y a une aliénation du fonds, c'est-à-dire soit un paiement de sa valeur sans prise de possession, soit une prise de possession sans paiement ; il correspond alors au paiement de l'usufruit d'un fonds immobilier par une personne qui n'en est pas propriétaire, c'est-à-dire en droit moderne à une location. Dans toutes les autres situations, c'est-à-dire pour ce que nous appelons crédit à la consommation, le prêt à intérêt reste condamné par l'Église. Plusieurs ordonnances royales interdisent l'avance de fonds rémunérés pour l'agriculture, y compris sous des formes déguisées comme les prêts de semences ou les contrats d'achat de récoltes sur pied.[réf. nécessaire]
Les premiers théologiens à accepter le prêt à intérêt sont notamment Antonin de Florence, Martín d'Azpilcueta et Leonardus Lessius. Leurs idées contribueront à faire lentement évoluer les mentalités ; mais ces dernières se transforment surtout sous la pression de la pratique bancaire.[réf. nécessaire]
La pratique du prêt à intérêt se propage rapidement à partir des réseaux de banques dont les sièges sont établis dans des pays européens autres que la France. Ce sont soit des pays d'obédience calviniste comme Genève, les Pays-Bas et l'Angleterre, mais aussi des États comme Venise et le Portugal où des banques sont spécialisées dans le commerce maritime.[réf. nécessaire]
Au XVIIIe siècle, on trouve, dans la plupart des grandes villes de commerce, à côté des banques dont la liste officielle est publiée chaque année dans l'Almanach royal et dont l'activité est de remise et d'escompte de billets ou d'effets de commerce de place en place, des banques de crédit, presque toutes d'origine protestante.
Avec la Révolution française, l'activité bancaire et le prêt à intérêt deviennent complètement libres, et de nouvelles banques sont créées dans presque toutes les villes, avec des fonds considérables provenant presque toujours de la spéculation sur les biens nationaux et la fourniture aux armées.
La loi sur l’usure du 3 septembre 1807 définit le taux légal tel que Napoléon l'avait voulu : 5% pour les particuliers et 6% pour le commerce. Cela joué un rôle important dans la construction d’une image du crédit en fixant la norme légalement admise dans le négoce de l’argent.
On peut citer pour les Français les banques Gabriel-Julien Ouvrard, Récamier, et pour les étrangers l'installation à Paris en 1811 de Jacob Rothschild, etc.
À partir de 1830, ces nouvelles banques sont les bailleurs de fonds de l'industrie minière et manufacturière.[réf. nécessaire]
L'Église catholique lève sa condamnation du prêt à intérêt en 1830, mais le Vatican ne l'a rendu licite qu’en 1917. « Si une chose fongible est donnée à quelqu’un en propriété et ne doit être restituée ensuite qu’en même genre, aucun gain à raison du même contrat ne peut être perçu ; mais dans la prestation d’une chose fongible, il n’est pas illicite en soi de convenir d’un profit légal, à moins qu’il n’apparaisse comme immodéré, ou même d’un profit plus élevé, si un titre juste et proportionné peut être invoqué. »

## Lois religieuses

### Judaïsme

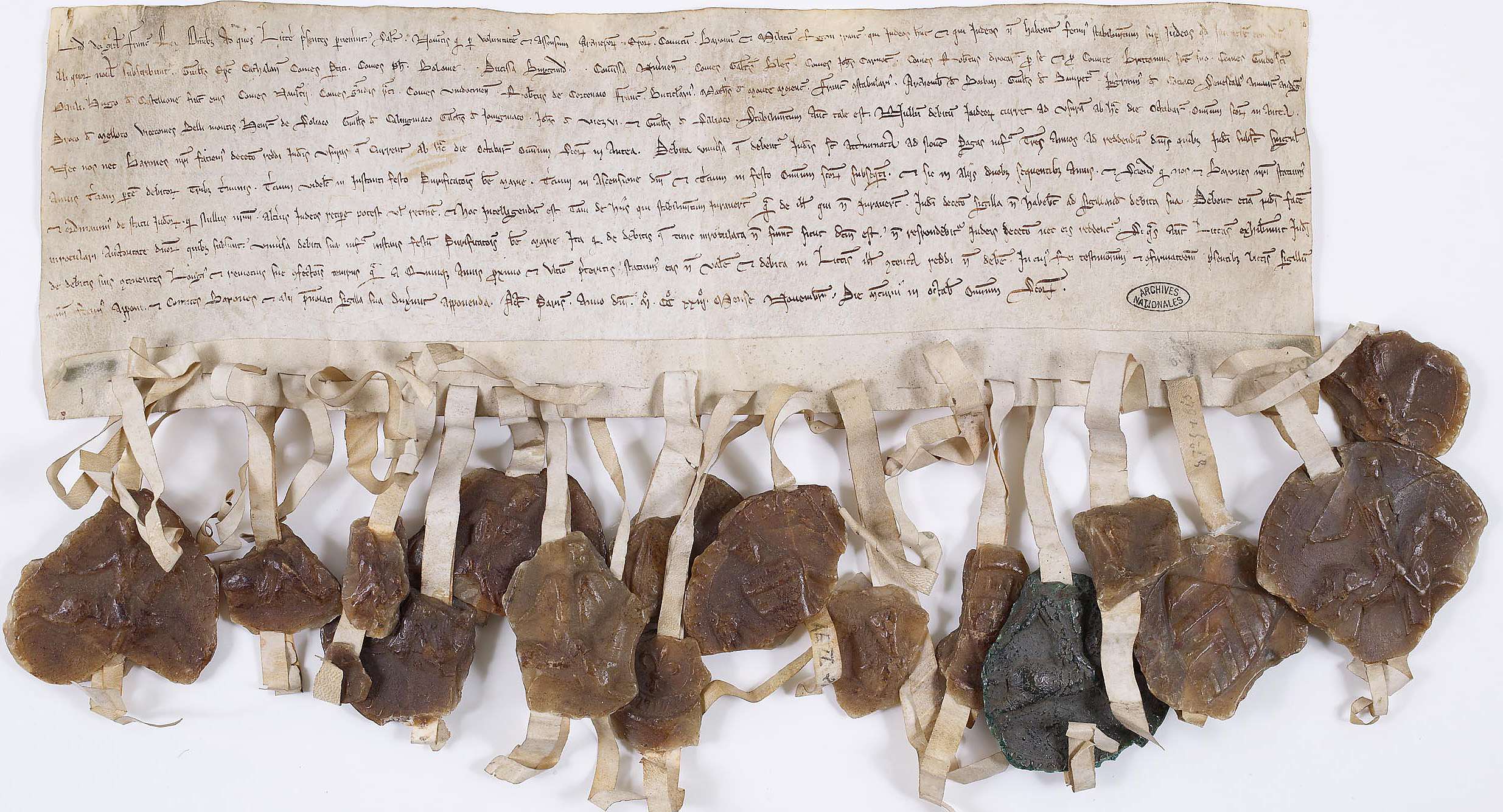
Edit du roi de France, Louis VIII, interdisant l’usure aux juifs et annulant certaines créances auprès d'eux (Paris, 8 novembre 1223).

Le Deutéronome interdit à un Israélite de contracter un prêt avec intérêt avec un coreligionnaire. Il ne lui permet pas non plus d'engager un prêt sur gage mais l'autorise à prêter sur gage à d'autres nations ː « Tu prêteras sur gage à beaucoup de nations, mais toi tu n'emprunteras pas sur gage; et tu domineras sur beaucoup de nations, et elles ne domineront pas sur toi »,[source secondaire nécessaire]. Il est indiqué dans le Choulhan Aroukh que le prêt à intérêt est interdit et est considéré comme un acte immoral,[source secondaire nécessaire]. 
Marco Della Luna, avocat, et Paolo Cioni, psychiatre spécialisé en neurosciences et professeur à l'université de Florence, disent à ce sujet : « L'absurde purement logique ne dérange pas le croyant alors qu'il peut l'être par certaines prescriptions pratiques de Yahvé, comme celles consistant à pratiquer l'usure (Deutéronome 15, 6)... ».
Bien que le prêt à intérêt aux non-juifs soit autorisé dans le judaïsme, certaines autorités rabbiniques, telles que Moise Maimonide (XIIe siècle), découragent de le pratiquer envers qui que ce soit, si ce n'est pour survivre.
Dans les pays chrétiens et musulmans où vivaient des Juifs, la profession d'usure leur était associée et réservée, en raison de l'interdiction générale de cette profession par ces religions. L'identification des Juifs à l'usure a donné naissance à un stéréotype antisémite les accusant d'être cupides et avares. Par exemple, la pièce de théâtre de William Shakespeare Le Marchand de Venise traite des relations commerciales entre un marchand italien et un Juif vivant de l'usure, Shylock, où ce dernier est présenté comme un avare et un intrigant qui exige du marchand une livre de chair humaine s'il tarde à payer sa dette.

### Christianisme
L'unique interdiction de l'usure dans le Nouveau Testament se trouve dans l'Évangile de saint Luc 6:34-35 : « Si vous prêtez à ceux dont vous espérez recevoir en retour, quelle reconnaissance méritez-vous ? Même les pécheurs prêtent aux pécheurs pour qu’on leur rende l’équivalent. Au contraire, aimez vos ennemis, faites du bien et prêtez sans rien espérer en retour. Alors votre récompense sera grande, et vous serez les fils du Très-Haut, car lui, il est bon pour les ingrats et les méchants. »
En 1745, il est demandé au pape Benoît XIV si la ville de Vérone peut emprunter à 4 %. En réponse, dans l’encyclique Vix pervenit, le pape rappelle que l’usure est interdite quel que soit son taux : dans un contrat de mutuum (prêt de consommation), on ne peut pas exiger de récupérer plus d’argent qu’on en a prêté, même une somme modeste, en raison même de ce prêt.
Si l'Église catholique lève sa condamnation du prêt à intérêt en 1830 , Le code de droit canonique de 1917 semble avoir tranché en faveur de la reconnaissance du taux d’intérêt, tout en insistant sur la modération de ce taux dans la plupart des cas.

### Islam
Dans la législation islamique, l'usure est définie par le terme « Riba ». En arabe, le terme « ribâ an-nasî'ati » signifie le surplus exigé du débiteur par rapport au délai de remboursement qui lui a été accordé. Son usage est interdit aux musulmans.
Le Coran traite la question de l'usure dans les sourates (ou « chapitres ») 2, 3, 4 et 30. L'interdiction et la condamnation de l'usure par le Coran sont claires et ne nécessitent aucune interprétation. Les versets de la sourate 2 « La vache » sont particulièrement éloquents : 

« Ceux qui mangent l'usure ne se lèveront qu'à la façon de celui que l'atteinte de Satan aura fracassé. Cela parce qu'ils se disent : « La vente n'est autre qu'analogue à l'usure ». Or, Dieu, autorise la vente et prohibe l'usure. (...) Qui récidive, ce sont les compagnons du Feu, ils y seront éternels. Dieu anéantit le croît usuraire, et fait grossir l'aumône. (...) Vous qui croyez, prémunissez-vous envers Dieu. Abandonnez ce qu'il vous reste à percevoir d'usuraire, si vous êtes croyants. Si vous ne le faites pas, attendez-vous à la guerre que vous feront Dieu et son Prophète. En revanche, si vous vous repentez, vous garderez votre principal, sans lésion à subir non plus que vous n'en aurez exercé. »

— Jacques Berque, Le Coran - Essai de traduction

### Bouddhisme
Certains textes bouddhiques interdisent la pratique de l’usure, des professions bancaires et financières et de la bonne aventure.

## Législations

### Canada
Au Canada, la limite légale pour tout intérêt exigible a été fixée le 1er avril 1981 à un maximum de 60 %.
Plus précisément, un taux d'intérêt usuraire est défini comme étant : « tout taux d’intérêt annuel effectif, appliqué au capital prêté et calculé conformément aux règles et pratiques actuarielles généralement admises, qui dépasse soixante pour cent. »
Selon la journaliste Stéphanie Grammond, diverses sociétés de télécommunications et émettrices de cartes de crédit profitent du taux d'usure élevé du Code criminel pour imposer des taux quasi-usuraires qui oscillent entre 20 et 42,58 % par année. Un projet de loi de 2017 proposait de réduire le taux usuraire à 20 %, mais ce projet de loi n'a pas abouti.

### France
En France, dans le but de protéger les particuliers, le législateur a déterminé les principes généraux de l'usure, autrement dit le taux maximal effectif s'appliquant aux opérations de prêt.
Il est fixé à 133 % du taux effectif moyen pratiqué au cours du trimestre précédent par les établissements de crédit pour des opérations de même nature comportant des risques analogues.
Publié trimestriellement par la Banque de France, il comprend plus d'une dizaine de catégories d'opérations et concerne la plupart des prêts aux entreprises, ainsi que quasiment tous les prêts aux particuliers : prêts immobiliers, découverts en compte, prêts à la consommation, etc.
Ces définitions nombreuses ont remplacé l'ancienne définition unique et générale « deux fois le taux du marché obligataire (TMO) du mois précédent » qui avait failli provoquer un casse-tête juridique lors des crises monétaires des années 1990.
Le taux de l'usure ne doit pas être confondu avec le taux d'intérêt légal en France, qui détermine le taux d'intérêt applicable à certaines situations ou décisions légales.

### Sources
Sur la doctrine médiévale de l'usure : 
- Henri Hauser, Histoire de la lettre de change, Alcan.
- André Lapidus, « La propriété de la monnaie : doctrine de l'usure et théorie de l'intérêt », Revue économique, no 6, novembre 1987, p. 1095-1110.
- André Lapidus, « Le cœur et les mains : le rôle de l'information dans la doctrine médiévale de l'usure », Économies et Sociétés, no 15, mai 1991, p. 31-60.
- Ramon Tortajada, « Justes prix, usures et monnaie », Économies et Sociétés, no 15, mai 1991, p. 61-91.

Sur les fondements éthiques de la position de l'Église catholique :
- Denis Ramelet, « La rémunération du capital à la lumière de la doctrine traditionnelle de l'Église catholique », Rev. Catholica, no 86, déc 2004, p. 13-25.